# Тшебішин (Опольське воєводство)
Тшебішин (пол. Trzebiszyn, нім. Trebitschin) — село в Польщі, у гміні Лясовиці-Великі Ключборського повіту Опольського воєводства.
Населення — 251 особа (2011).
У 1975-1998 роках село належало до Опольського воєводства.

## Демографія
Демографічна структура станом на 31 березня 2011 року:
|          | Загалом | Допрацездатний вік | Працездатний вік | Постпрацездатний вік |
| -------- | ------- | ------------------ | ---------------- | -------------------- |
| Чоловіки | 120     | 27                 | 81               | 12                   |
| Жінки    | 131     | 30                 | 72               | 29                   |
| Разом    | 251     | 57                 | 153              | 41                   |